# Hyatt Regency Aruba Resort & Casino
Hyatt Regency Aruba Resort & Casino is een hotel en casino op Aruba. Het heeft 360 kamers en suites. Het Hyatt Regency ligt aan Palm Beach.